# Умэкава, Акиёси
Акиёси Умэкава (яп. 梅川 昭美 Умэкава Акиёси, 1 марта 1948, Отакэ, префектура Хиросима — 28 января 1979, Осака) — японский массовый убийца.

## Биография
Умэкава родился в городе Отакэ префектуры Хиросима. Он любил читать, особенно ему нравились детективы. 16 декабря 1963 года в возрасте 15 лет, будучи несовершеннолетним, он убил женщину. Хотя было доказано, что убийство совершил он, ему по-прежнему разрешалось владеть оружием, поскольку закон о несовершеннолетних освобождал его от ответственности.
Позже Умэкава посмотрел фильм Пьера Паоло Пазолини «Сало, или 120 дней Содома».
26 января 1979 года Умэкава застрелил двух полицейских и двух случайных прохожих, затем напал на банк The Bank of Tokyo-Mitsubishi UFJ, где взял в заложники более 40 человек. Он спросил у них: «Вы смотрели „Сало, или 120 дней Содома“?». Он раздел находящихся в банке женщин. К банку был вызван специальный отряд полиции Осаки. Это был первый случай в истории японской полиции. Умэкава был убит выстрелом снайпера в голову во время штурма банка 28 января 1979 года.
Преступление оказало большое влияние на японскую молодёжь. Известная японская поэтесса Неко Оикава (яп.) сказала, что история Акиёси послужила главной причиной, почему она — не сторонница левых взглядов. Создатели фильма «Tattoo Ari» (англ.) были вдохновлены историей Акиёси, но имя героя в фильме было изменено.